# Карстова шахта Максимовича
Ка́рстова ша́хта Максимо́вича — геологічна пам'ятка природи місцевого значення, розташована за кілька кілометрів від села Родниківське Балаклавського району Севастополя. Створена відповідно до Постанови ВР АРК № 19/8-67 від 30 січня 1969 року.

## Загальні відомості
Землекористувачем пам'ятки є ДП «Куйбишевське лісогосподарство», квартал 85, площа 1 га. Розташована в Бахчисарайському районі за кілька кілометрів від села Родниківське Балаклавського району Севастополя.
Площа пам'ятки природи 1 гектар.